# Benito Orgiana
Benito Orgiana (Orroli, 10 febbraio 1938 – 2 aprile 2021) è stato un politico italiano.

## Biografia
Già assessore all'Annona dal 1990 al 1992 e consigliere comunale a Cagliari, nel 1992 è stato eletto deputato del Partito Repubblicano Italiano nel collegio di Cagliari-Nuoro per la XI Legislatura, conclude il mandato parlamentare nel 1994. Successivamente aderisce a Forza Italia.
Nel 2001 è stato presidente dello Iacp, nel 2004 ha partecipato alla fondazione del movimento politico sardo Fortza Paris, con cui viene eletto consigliere regionale in Sardegna (carica mantenuta fino al 2009) e di cui ricopre il ruolo di presidente onorario.
Muore all'età di 83 anni, nell'aprile 2021.